# Stara Kresna
Stara Kresna (bulgariska: Стара Кресна) är en ort i Bulgarien.   Den ligger i kommunen Obsjtina Kresna och regionen Blagoevgrad, i den sydvästra delen av landet, 100 km söder om huvudstaden Sofia. Stara Kresna ligger 561 meter över havet och antalet invånare är 3 586.
Terrängen runt Stara Kresna är kuperad åt sydväst, men åt nordost är den bergig. Närmaste större samhälle är Simitli, 10,8 km nordväst om Stara Kresna. 
I omgivningarna runt Stara Kresna växer i huvudsak blandskog. Runt Stara Kresna är det glesbefolkat, med 16 invånare per kvadratkilometer.